# Khorāshā
Khorāshā (persiska: Kharāshāh, خراشاه, خراشا) är en ort i Iran.   Den ligger i provinsen Nordkhorasan, i den nordöstra delen av landet, 500 km öster om huvudstaden Teheran. Khorāshā ligger 985 meter över havet och antalet invånare är 655.
Terrängen runt Khorāshā är platt åt sydost, men åt nordväst är den kuperad.Runt Khorāshā är det ganska glesbefolkat, med 27 invånare per kvadratkilometer. Närmaste större samhälle är Sankhvāst, 4,0 km sydost om Khorāshā. Omgivningarna runt Khorāshā är i huvudsak ett öppet busklandskap.